# Džingoizam
Džingoizam (engleski jingoism) naziv je za varijantu britanskog šovinizma ili oblika nacionalizma koji se očituje u arogantnom stavu prema strancima.

## Povijest
Pojam džingoizam nastao je tijekom 11. rusko-turskoga rata (1877. – 1878.). Ime potječe od engleske pjesme koja govori o agresivnom stavu Velike Britanije prema Rusiji. 
| We don't want to fight But, by Jingo, if we do, We've got the ships, We've got the men, We've got the money, too. | Mi se ne želimo boriti Ali, Jinga nam, ako budemo, imamo brodove, imamo ljude, novac također. |

Riječ jingo vjerojatno je bogohulno zazivanje Isusa. Druga interpretacija polazi od jinga, što parodira baskijsku riječ jainko, sa značenjem »nešto poput Boga«.

## Vanjske poveznice
- The song, Stanley Kirkby - We Didn't Want To Fight Stanley Kirkby - We Didn't Want To Fight]